# Futebol Clube Paços de Ferreira
El FC Paços de Ferreira és un club de futbol de la ciutat de Paços de Ferreira, a Portugal. Juga a la Primera Divisió de Portugal. El seu estadi és l'Estádio da Mata Real.

## Uniforme
- Uniforme titular: Samarreta, pantalons i mitges grogues.
- Uniforme alternatiu: Samarreta, pantalons i mitges negres.

## Palmarès
- Subcampió de la Copa de Portugal: 
  - 2008-09[1]
- Subcampió de la Supercopa de Portugal: 
  - 2009
- Subcampió de la Copa de la Lliga portuguesa: 
  - 2010-11
- Segona divisió portuguesa de futbol:
  - 1990-91, 1999-00, 2004-05
- Tercera divisió portuguesa de futbol:
  - 1973-74